# Philippe Van Volckxsom

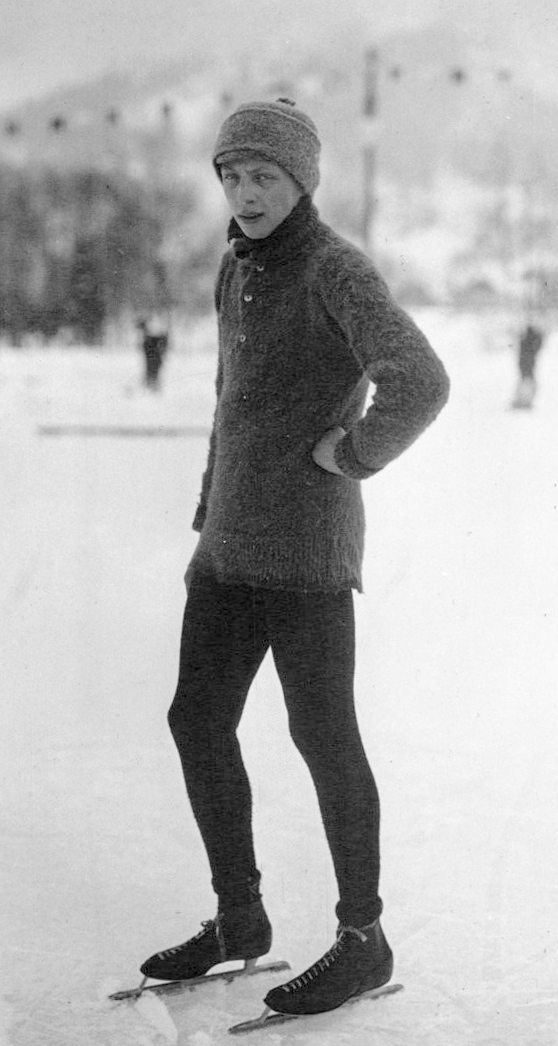
Philippe Van Volckxsom, 1913

Philippe Van Volckxsom (* 1. Mai 1897; † 20. Dezember 1939 in Brüssel) war ein belgischer Eishockeyspieler, Eisschnellläufer und Ruderer.

## Karriere
Van Volckxsom gehörte zum Kader der belgischen Eishockeynationalmannschaft bei den Olympischen Spielen 1920 in Antwerpen. Das einzige Spiel bei diesem Turnier wurde dabei mit 0:8 gegen Schweden verloren und Belgien belegte als Gastgeber den siebten und somit letzten Platz. Bei den Olympischen Winterspielen 1924 in Chamonix-Mont-Blanc trat er erneut für Belgien im Eishockey an und nahm parallel im Eisschnelllauf über 500 Meter, 1500 Meter und im Mehrkampf teil. Zuletzt war er als Ruderer bei den Olympischen Sommerspielen 1928 in Amsterdam mit Carlos Van den Driessche als Partner aktiv.